# Leopold Philip de Heister
Leopold Philip de Heister (tudi von Heister), nemški general, * 1707, † 19. november 1777.
Heister je bil poveljnik hesseških najemnikov, ki so se borili na britanski strani med ameriško državljansko vojno.